# Kang Ye-won
Dans ce nom coréen, le nom de famille, Kang, précède le nom personnel.
 (juillet 2021).
Si vous disposez d'ouvrages ou d'articles de référence ou si vous connaissez des sites web de qualité traitant du thème abordé ici, merci de compléter l'article en donnant les références utiles à sa vérifiabilité et en les liant à la section « Notes et références ».
Kang Ye-won est une actrice sud-coréenne née le 15 mars 1980 à Séoul en Corée du Sud.

## Filmographie

### Cinéma
- 2002 : Sex of Magic de Bang Sung-woong
- 2006 : Miracle on 1st Street de Yoon Je-kyoon
- 2009 : The Last Day de Yun Je-gyun
- 2009 : Harmony de Gangdaegyu
- 2010 : Hello Ghost de Kim Young-tak
- 2011 : Quick de Jo Beom-goo
- 2013 : The Huntresses de Park Jae-hyun
- 2014 : My Ordinary Love Story de Lee Kwon
- 2015 : Love Clinic de Aaron Kim[1]
- 2019 : The Bad Guys: Reign of Chaos

### Télévision
- 2001 : Honey Honey
- 2002 : Who's My Love
- 2002 : Five Brothers and Sisters
- 2003 : Long Live Love
- 2004 : My 19 Year Old Sister-in-Law
- 2012 : One Thousandth Man
- 2014 : Bad Guys (série télévisée)
- 2017 : Sisters' Slam Dunk 2[2]

## Distinctions
| Année | Récompense                  | Catégorie                             | Œuvre        | Résultat   |
| ----- | --------------------------- | ------------------------------------- | ------------ | ---------- |
| 2009  | 30e Blue Dragon Film Awards | Meilleur espoir féminin               | The Last Day | Nomination |
| 2010  | 46e Paeksang Arts Awards    | Meilleur espoir féminin               | Harmony      | Nomination |
| 2010  | 18e Chunsa Film Art Awards  | Meilleur espoir féminin               | Harmony      | Lauréat    |
| 2010  | 31e Blue Dragon Film Awards | Meilleure actrice dans un second rôle | Harmony      | Nomination |